# Länderbank

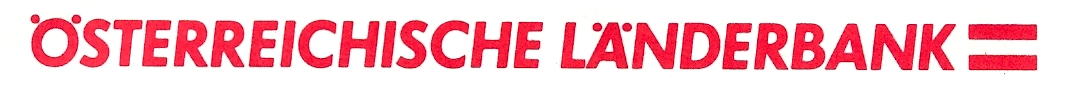
Altes Logo der Bank

Die Österreichische Länderbank AG (kurz Länderbank genannt) war eine österreichische Großbank, die im Jahr 1990 durch die Fusion mit der Zentralsparkasse in der heutigen Bank Austria aufging.

## Geschichte
Die Österreichische Länderbank AG wurde 1880 als Tochter des Pariser Union générale gegründet, von der sie sich schon 1882 löste und zu einer eigenständigen österreichischen Bank wurde. Von 1920 bis zum Jahr 1927 hieß sie Zentraleuropäische Länderbank (französisch Banque des Pays de l'Europe Centrale), dann wurde sie wieder in Österreichische Länderbank umbenannt. Nach dem Anschluss Österreichs 1938 erfolgte die Fusion mit der zur Dresdner Bank gehörigen Merkurbank und der Wiener Niederlassung der Živnostenská banka zur Länderbank Wien AG als Tochtergesellschaft der Dresdner Bank.

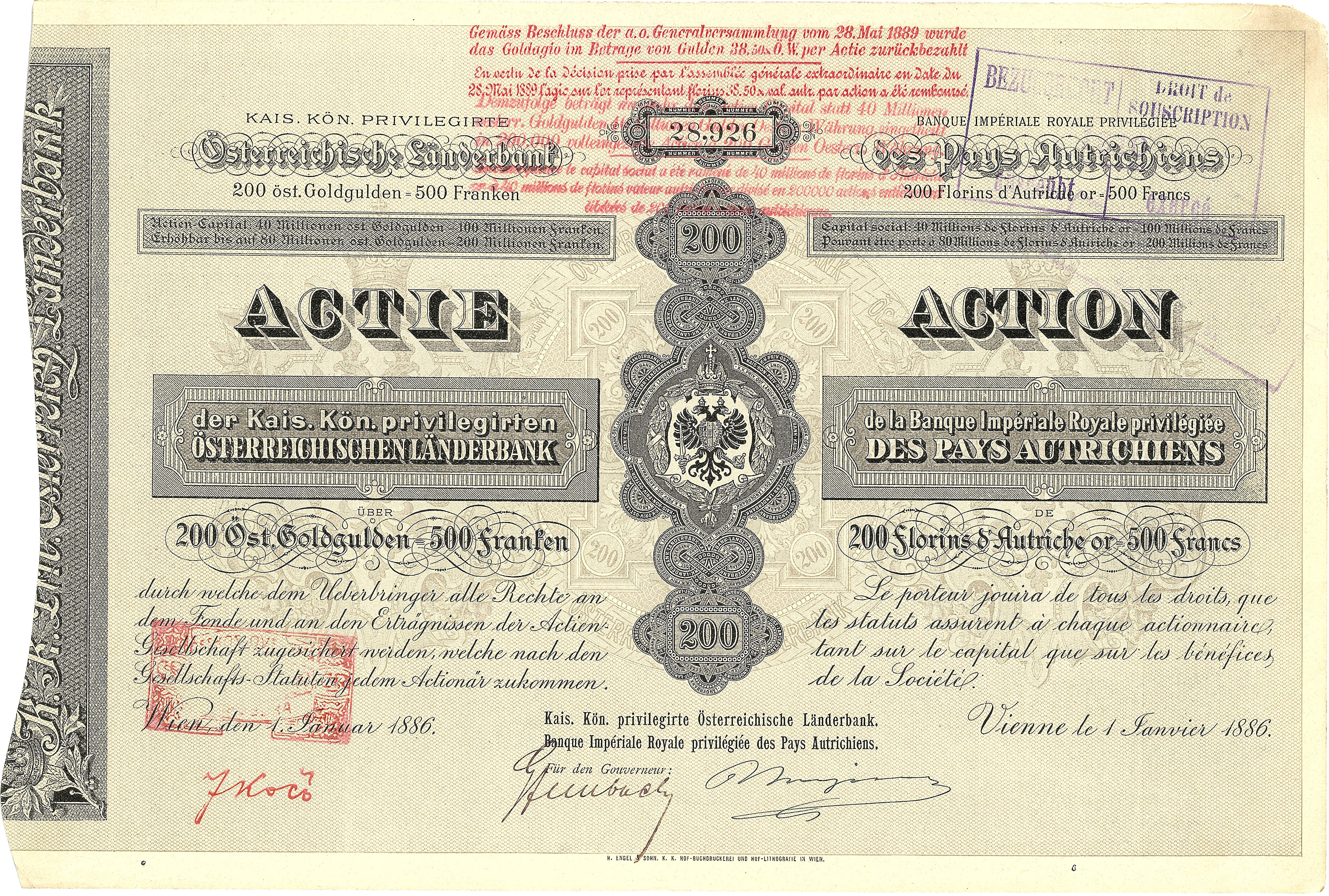
Aktie der Kaiser. Kön. privilegierten Österreichischen Länderbank über 200 öst. Goldgulden, ausgestellt in Wien am 1. Januar 1886

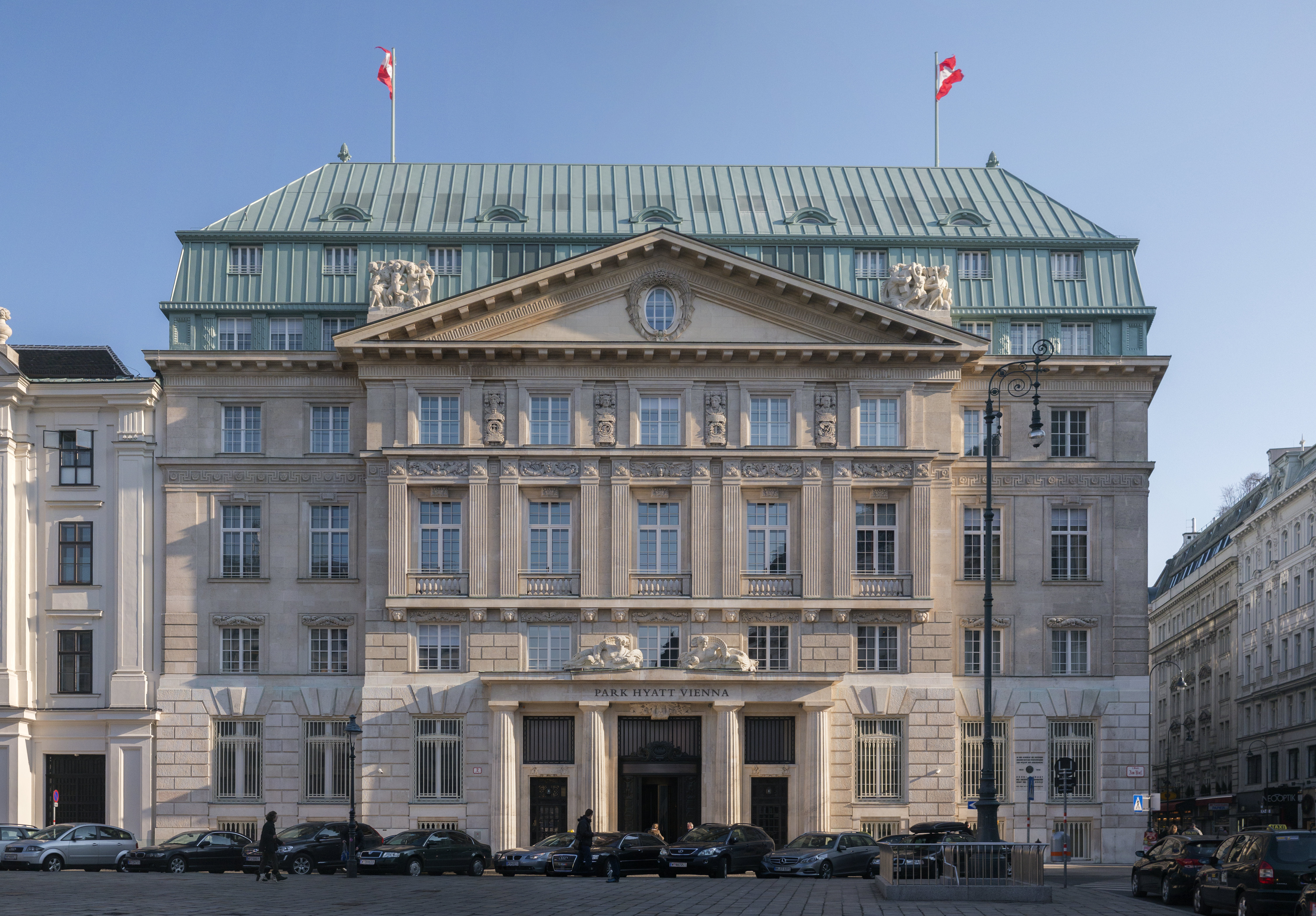
Ehemalige Länderbank-Zentrale Am Hof

Die Länderbank war in der Folgezeit eng in das NS-System verwickelt und beteiligte sich besonders aktiv an der Arisierung jüdischer Unternehmen. Überdies wirkte sie an der Beraubung der Juden mit, wenn diese emigrierten beziehungsweise deportiert und ermordet wurden.
1946 wurde die Bank verstaatlicht, um als ehemaliges "deutsches Eigentum" einer drohenden Beschlagnahmung durch die Russische Besatzungsmacht zu entgehen. Nach 1945 galt die Länderbank unter den verstaatlichten Großbanken als die „SPÖ-nahe“, die (um einiges größere) Creditanstalt-Bankverein wurde hingegen der ÖVP zugezählt. Trotzdem konnte die Länderbank auf Platz 2 der Österreichischen Geldinstitute aufsteigen.
Bekannte Generaldirektoren des Hauses waren Franz Ockermüller (1963–1976) und Wolfgang Erndl (1976–1981). Unter dem Letzteren geriet die Bank 1981 nach den Pleiten der Großunternehmen Eumig, Funder und Österreichische Klimatechnik GesmbH in wirtschaftliche Schwierigkeiten. Durch staatliche Zuschüsse konnte die Länderbank jedoch weiter bestehen, neuer Generaldirektor wurde der spätere Bundeskanzler Franz Vranitzky. 
Zehn Jahre später ergaben sich erneut finanzielle Probleme. Nach abermaligen Zuschüssen wurde sie mit der Zentralsparkasse, die mehrheitlich der Stadt Wien gehörte, fusioniert, de facto von dieser übernommen.
Die Zentrale der Bank war von 1884 bis 1938 in der Hohenstaufengasse 3 und anschließend im ehemaligen Hauptgebäude der Niederösterreichischen Escompte-Gesellschaft, Am Hof Nr. 2 im ersten Wiener Gemeindebezirk. Heute befindet sich darin das Hotel Park Hyatt Vienna.